# Dyoplosaurus
Dyoplosaurus („dvojitě ozbrojený ještěr“) byl rod ankylosauridního dinosaura, žijícího v období pozdní svrchní křídy (souvrství Dinosaur Park) na území kanadské provincie Alberta. Žil v období pozdního geologického stupně kampán (asi před 76,5 milionu let).

## Historie

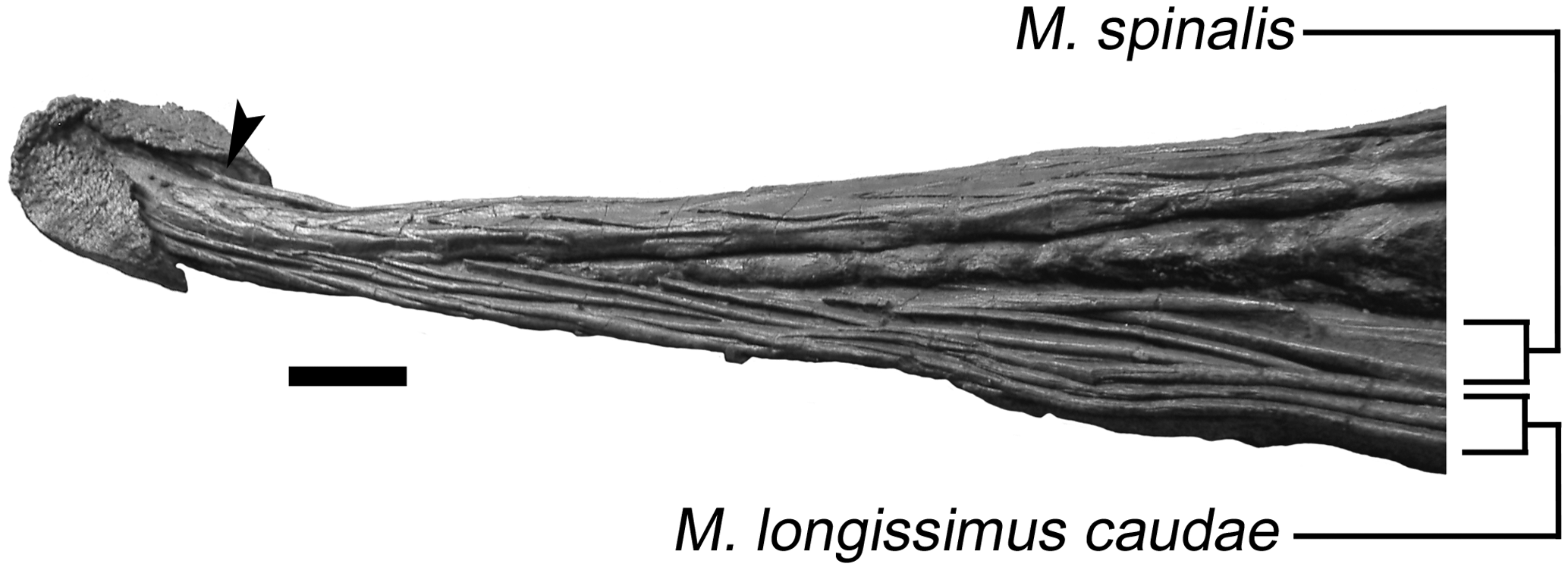
Fosilní ocas holotypu dyoplosaura.

Jediný známý druh D. acutosquameus byl popsán v roce 1924 paleontologem Williamem Parksem na základě holotypu s katalogovým označením ROM 784, částečně dochované lebky a postkraniální kostry objevené na březích řeky Judith River. V roce 1971 odborník na tyreofory Walter Coombs stanovil, že D. acutosquameus je synonymní s druhem Euoplocephalus tutus, což platilo dalších 40 let. Teprve v letech 2009 a následně 2011 však novější revize fosilního materiálu znovu potvrdily odlišnost dyoplosaura a zajistily mu tak opět vědeckou validitu (platnost).

## Rozměry
Tento obrněný dinosaurus dosahoval délky 4 až 4,5 metru, šířky trupu 1,7 metru a jeho lebka byla dlouhá 35 cm. Podle dalších odhadů měřil na délku rovněž 4 metry a přitom dosahoval hmotnosti zhruba 1200 kilogramů. Jiné odhady udávají poněkud větší rozměry, délku až kolem 7 metrů a hmotnost zhruba 3 tuny. To se týká zejména obřího jedince z pouště Gobi, popsaného sovětským paleontologem Jevgenijem Malejevem v roce 1956 (dnes je však považován za zástupce rodu Tarchia).

## Zařazení
Dyoplosaurus spadá do podčeledi Ankylosaurinae, tribu Ankylosaurini a je zřejmě blízkým příbuzným rodů Talarurus a Nodocephalosaurus.